# Meta ovalis
Meta ovalis là một loài nhện trong họ Tetragnathidae.
Loài này thuộc chi Meta. Meta ovalis được miêu tả năm 1933 bởi Gertsch.